# 1069 w polityce
Wydarzenia polityczne w 1069 roku.

## Zmarli
- 28 kwietnia Magnus II Haraldsson król Norwegii, współrządzący z bratem, Olafem III Pokojowym[1].